# Congochromis
Congochromis (Kongo + „chromis“ = alte Bez. für. Buntbarsche) ist eine Gattung aus der Familie der Buntbarsche (Cichlidae), die im tropischen Westafrika im Schari, Ubangi, im Liboumba im Stromgebiet des Ogooué und im oberen und mittleren Kongostromgebiet mit dem Likouala und dem Sangha verbreitet ist. Die Gattung wurde erst 2007 von Nanochromis abgetrennt. Nanochromis wurde schon vorher in zwei Gruppen unterteilt, die sich anatomisch unterscheiden lassen, die nudiceps-Gruppe, die bei Nanochromis verbleibt und die squamiceps-Gruppe, deren Arten (und eine neu beschriebene) zur neuen Gattung Congochromis gestellt werden.

## Merkmale
Congochromis-Arten werden 5,2 bis 6,5 cm lang und besitzen langgestreckte, nur wenig hochrückige und wenig seitlich abgeflachte Körper. Die Anzahl ihrer Wirbel liegt bei 24 bis 27. Die Congochromis-Arten besitzen vier Sinnesporen auf dem Unterkiefer (fünf bei Nanochromis), keine auf der Anguloarticulare (Unterkieferknochen) und sechs auf dem Vorkiemendeckel (sieben bei Nanochromis). Sowohl Nanochromis als auch Congochromis besitzen eine erhöhte Seitenlinie, die teilweise an die Rückenflosse angrenzt, bei Congochromis mit den letzten drei bis fünf mit Poren versehenen Seitenlinienschuppen, bei Nanochromis mit der hinteren Hälfte der Seitenlinie. Der Nacken ist bei Congochromis vollständig beschuppt, Brust und Wange sind teilweise beschuppt (nicht bei Nanochromis). Die Kieferzähne sind robust, einspitzig, und stehen nicht eng beieinander, bei Nanochromis sind sie sehr fein, einspitzig, und stehen eng beieinander. Congochromis hat eine kleine Supraneurale, Nanochromis nicht.
- Flossenformel: Dorsale XVI-XVIII/6-9, Anale III/5-7

Nanochromis ist die Schwestergattung von Congochromis und beide teilen einige Merkmale, darunter die erhöhte Seitenlinie und eine Reduzierung der Infraorbitalknochen (unterhalb der Augen) zu einem einzigen.

## Arten

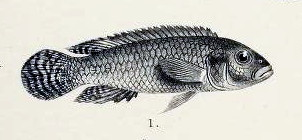
Congochromis squamiceps, die Typusart der Gattung

- Congochromis dimidiatus (Pellegrin, 1900)
- Congochromis pugnatus Stiassny & Schliewen, 2007
- Congochromis robustus Lamboj, 2012
- Congochromis rotundiceps Usimesa Wingi et al., 2022[1]
- Congochromis sabinae (Lamboj, 2005)
- Congochromis squamiceps (Boulenger, 1902)